# Walter von den Driesch
Walter L. von den Driesch (* 11. Januar 1955 in Aachen) ist ein deutscher Diplomat, der von 2015 bis 2017 Botschafter in Benin war.

## Leben
Der im Aachener Marianneninstitut geborene von den Driesch begann nach dem Abitur 1974 und der Ableistung des Wehrdienstes bei der Bundeswehr als Reserveoffizieranwärter 1976 ein Studium der Fächer Geografie, Anglistik und Romanistik an der Rheinisch-Westfälischen Technischen Hochschule Aachen, das er 1983 mit dem Staatsexamen und einer Examensarbeit über südtunesische Oasensiedlungen abschloss.
1986 begann von den Driesch den Vorbereitungsdienst für den höheren Auswärtigen Dienst (41. Attaché-Lehrgang) und war nach dessen Abschluss sowie einer praktischen Ausbildung im Büro des Präsidenten des Deutschen Bundestages zwischen 1988 und 1991 zunächst Referent für Politik und Protokoll an der Botschaft in Ägypten und anschließend von 1991 bis 1994 Referent für die UN-Agenturen in Rom (FAO, WFP, IFAD) sowie Welternährungsfragen in der Wirtschaftsabteilung des Auswärtigen Amtes in Bonn. Danach war er von 1994 bis 1997 Ständiger Vertreter des Botschafters in Kamerun und fungierte während dieser Zeit auch als Leiter des dortigen Referats für Wirtschaft, wirtschaftliche Zusammenarbeit und Entwicklung und war zeitweilig Geschäftsträger ad interim.
Daraufhin fungierte von den Driesch zwischen 1997 und 1999 als Referent für Presse und Politik an der Botschaft in Rumänien, ehe er von 1999 bis 2004 abermals Verwendungen im Auswärtigen Amt in Berlin fand, und zwar anfangs als Referent für Ostseeratsfragen sowie zuletzt als Stellvertretender Leiter des Referats für Außenwirtschaftsförderung. Daraufhin war er von 2004 bis 2009 Ständiger Vertreter des Botschafters und Geschäftsträger ad interim in Kenia sowie Stellvertretender Ständiger Vertreter bei den in Nairobi ansässigen UN-Organisationen Umweltprogramm der Vereinten Nationen (UNEP) und Programm der Vereinten Nationen für menschliche Siedlungen HABITAT. Daneben war er auch Referent für Somalia.
2009 wurde von den Driesch Generalkonsul in Lagos und bekleidete diesen Posten bis 2013. Im Anschluss arbeitete er zwischen 2013 und 2015 als Politischer Berater im Bundesministerium der Verteidigung. Während des Ebola-Ausbruchs im westlichen Afrika war er als Major im Generalstabsdienst der Luftwaffe Stellvertreter des Militärattachés in Abuja / Nigeria am Dienstort Accra / Ghana eingesetzt.
Im Juli 2015 wurde von den Driesch als Nachfolger von Hans Jörg Neumann, der wiederum Generalkonsul in Los Angeles wurde, Botschafter der Bundesrepublik Deutschland in Benin. Diesen Posten hatte er bis 2017 inne und wurde dann von Achim Tröster abgelöst.
Nach einer erneuten Tätigkeit als Politischer Berater im Bundesministerium der Verteidigung wurde von den Driesch im September 2018 als Botschafter Sonderbeauftragter für den Sahel.